# Avamunha
Avamunha, vamunha, avaninha são nomes dado ao toque ou ritmo entoado pelos atabaques, (instrumentos litúrgico da religião afro-brasileiro).
É tocado em todos os terreiros de Candomblé Queto pelos sacerdotes ogãs alabês, no sentido de reunir e dispersar os filhos de santo e Orixá.